# Nils Haller
Pour les articles homonymes, voir Haller.
Nils Haller, né le 22 décembre 1989, est un gymnaste suisse. Il pratique la gymnastique artistique.

## Carrière sportive
Sa spécialité sont les anneaux. Il termine à la septième place des Championnats d'Europe de gymnastique artistique masculine 2012 en équipe, aux anneaux et aux barres parallèles.
Il prend sa retraite sportive en 2015, à l'âge de 25 ans, à la suite d'une nouvelle blessure à une épaule.